# Jörg Rüpke
Jörg Rüpke (* 27. prosince 1962, Herford) je německý klasický filolog a religionista. Studium ukončil v roce 1989 na Eberhard Karls Universität v Tübingen. V letech 1995–1999 působil jako profesor na postupimské univerzitě, od dubna 1999 je profesorem srovnávací religionistiky na univerzitě v Erfurtu. Zabývá se především starořímským náboženstvím.